# Jim Lett
Pour les articles homonymes, voir Lett.
James Curtis Lett (né le 3 janvier 1961 à South Charleston, Virginie-Occidentale, États-Unis) est un instructeur de baseball.
 

## Carrière

### Reds de Cincinnati
Joueur de baseball évoluant à la position de lanceur, Jim Lett évolue dans les ligues mineures pour des clubs affiliés aux Reds de Cincinnati de 1973 à 1975, atteignant le Double-A cette dernière année, où il joue pour les Aigles de Trois-Rivières de la Ligue Eastern.
Jim Lett est manager en ligues mineures dans l'organisation des Reds pendant plusieurs saisons. Il dirige les équipes suivantes, :
- 1977-1978 : Reds de Shelby (niveau A) de la Western Carolinas League
- 1979 : Hornets de Greensboro (A) de la Western Carolinas League
- 1980 : Reds de Cedar Rapids (A) de la Midwest League
- 1981 : Tarpons de Tampa (A) de la Florida State League
- 1982-1983 : Reds de Waterbury (AA) de la Eastern League
- 1984 : Reds de Cedar Rapids (A) de la Midwest League
- 1985 : Mustangs de Billings (niveau recrues) de la Pioneer League
- 1990 : Wheelers de Charleston (A) de la South Atlantic League
- 1991-1993 : Nashville Sounds  (AAA) de l'Association américaine

En 1978 avec le club de Shelby, Lett est nommé meilleur manager de l'année dans la Western Carolinas League.
Lorsqu'il dirige Charleston en 1991, c'est Jim Lett qui suggère à Trevor Hoffman, alors joueur d'arrêt-court aux aptitudes défensives douteuses, de devenir lanceur. Hoffman connaîtra une brillante carrière comme lanceur, devant le premier de l'histoire à enregistrer 600 sauvetages.
Lett fait aussi des séjours dans la Ligue majeure de baseball. De 1986 à 1989, il est instructeur de banc des Reds de Cincinnati aux côtés des gérants Pete Rose et Tommy Helms. En 1996, il revient dans ce poste à Cincinnati, cette fois au sein du personnel d'instructeurs de Ray Knight.

### Blue Jays de Toronto
Après avoir passé ses 24 premières années dans le baseball professionnel au sein de l'organisation des Reds de Cincinnati, Jim Lett accepte un poste d'instructeur chez les Blue Jays de Toronto. Il est en fonction de 1997 à 1999 avant d'assurer les fonctions d'assistant-directeur du développement des joueurs en 2000.

### Dodgers de Los Angeles
Lett est instructeur chez les Dodgers de Los Angeles de 2001 à 2005 lorsque Jim Tracy dirige le club.

### Pirates de Pittsburgh
En 2006 et 2007, Lett est instructeur de banc aux côtés de Jim Tracy, qui dirige à présent les Pirates de Pittsburgh.

### Brewers de Milwaukee
En 2008, il dirige le West Virginia Power, un club-école de niveau A des Brewers de Milwaukee dans la South Atlantic League basé à Charleston, sa ville natale.
En 2009, il est instructeur des frappeurs des Stars de Huntsville, le club-école Double-A des Brewers dans la Ligue Southern.

### Nationals de Washington
Le 20 novembre 2009, Jim Lett est nommé instructeur de l'enclos des lanceurs de relève chez les Nationals de Washington et entre en fonction lors de la saison 2010 et quitte après la saison 2013.